# Nar Bahadur Bhandari
Nar Bahadur Bhandari (Hindi: नर बहादुर भण्डारी; Nepali: नरबहादुर भण्डारी; * 5. Oktober 1940 in Malbasey, Soreng, West Sikkim, Britisch-Indien, heute: Sikkim; † 16. Juli 2017 in Delhi) war ein indischer Politiker, der unter anderem zwischen 1979 und 1984 sowie erneut von 1985 bis 1994 Chief Minister von Sikkim war.

## Leben
Nar Bahadur Bhandari, Sohn von Shri Balaram Bhandari, absolvierte ein Studium am Government College in Darjeeling und trat dort 1967 der Tarun Sangha bei, deren Generalsekretär er wurde. Später kehrte er nach Soreng zurück und war dort als Lehrer tätig, ehe er aus dem Schuldienst ausschied und sich der prodemokratischen Bewegung in Sikkim anschloss. 1974 gründete er die Sikkim United Independent Front Party (SUFP) und befand sich aufgrund seiner politischen Tätigkeit zwischen 1974 und 1976 zunächst unter Hausarrest sowie im Anschluss von 1976 bis 1977 aufgrund des Gesetzes zur Aufrechterhaltung der inneren Sicherheit MISA (Maintenance of Internal Security Act) in Haft in Gefängnissen in Zentral-Sikkim sowie im Behrampur Jail in Westbengalen. Nach seiner Haftentlassung gründete er im Oktober 1977 die Sikkim Janata Parishad (SJP), mit der er 1979 mit 22.776 Stimmen (31,49 Prozent) und 16 der 32 Sitze in der Legislativversammlung (Sikkim Legislative Assembly) die Wahlen 1979 gewann. Daraufhin wurde er nach einer zwischenzeitlichen Präsidialregierung (President’s rule) am 18. Oktober 1979 als Nachfolger von Kazi Lhendup Dorji Khangsarpa erstmals Chief Minister von Sikkim. 1981 schloss sich die SJP mit dem Indischen Nationalkongress zusammen und bildete den Sikkim Pradesh Congress (SPC). 1984 löste er die SJP auf und wurde daraufhin am 11. Mai 1984 von Bhim Bahadur Gurung vom INC als Chief Minister abgelöst, ehe zwischen dem 25. Mai 1984 und dem 7. März 1985 erneut eine Präsidialregierung bestand. 
Bei der Parlamentswahl am 24., 27. und 28. Dezember 1984 wurde Bhandari als Parteiloser zum Mitglied der achten Lok Sabha gewählt, des Unterhauses des indischen Parlaments. 1984 gründete er die Sikkim Sangram Parishad (SSP) und gewann mit dieser 1985 mit einem Erdrutschsieg die Wahlen zur Sikkim Legislative Assembly, bei der sie mit 60.371 Stimmen (62,2 Prozent) 30 der 32 Parlamentssitze gewann. Daraufhin legte er sein Mandat in der Lok Sabha nieder und wurde am 8. März 1985 zum zweiten Mal Chief Minister von Sikkim.  Die SSP erzielte bei den Wahlen 1989 94.078 Stimmen (70,41 Prozent) und erhielt aufgrund des Wahlrechts alle 32 Sitze in der Legislativversammlung des Bundesstaates. Nachdem er ein Misstrauensvotum verloren hatte, trat er am 16. Juni 1994 als Chief Minister zurück und wurde am 17. Juni 1994 durch seinen Parteifreund Sanchaman Limboo abgelöst. Bei den darauf folgenden Wahlen im Dezember 1994 erhielt die SSP nur noch 60.851 Stimmen (35,08 Prozent) und konnte lediglich zehn der 32 Mitglied der Legislative Assembly stellen. Stärkste Kraft wurde nunmehr die Sikkim Democratic Front (SDF), die 72.856 Stimmen (42 Prozent) bekam und 19 Mandate erhielt. Daraufhin wurde Pawan Chamling am 12. Dezember 1994 Chief Minister und bekleidete dieses Amt nach mehreren Wiederwahlen bis zum 27. Mai 2019 fast 25 Jahre lang.
Aus seiner am 28. März 1968 geschlossenen Ehe mit Dil Kumari Bhandari, die ebenfalls mehrere Jahre lang Mitglied der Lok Sabha war, gingen ein Sohn und drei Töchter hervor. Neben den in Nepali erschienenen Büchern Hamro Pukar und Archana war er auch Herausgeber der Tageszeitung Aajako, die ebenfalls in Nepali erschien.